# Richia ebenea
Richia ebenea là một loài bướm đêm trong họ Noctuidae.